# طان لونغ فو داو
طان لونج فو داو (بالفيتنامية: Thanh Long Võ Đạo)‏ وتعني فن القتال أسلوب التنين الاخضر حيث: Thanh Long: التنين الأخضر أو تنين الماء، Vo: الفن القتالي، Dao: اسلوب
وتبعت هذه الرياضة العريقة من مدينة Bình Định الفيتنامية من قبل الماستر الاعظم والمؤسس لهذا الفن القتالي لو كيم هوا (Le Kim Hoa) سنة 1970 بالشراكة مع جميع كبار معلمي الفنون القتالية في ذلك الوقت، وهي جزء من الفنون القتالية الفتنامية

## أساسيات هذه الرياضة
تشمل هذه الرياضة كل جوانب من المنافسات.
الأولى هي المنافسات التقنية، وهي تتبع مجموعة من الحركات المظبوطة والتقنيات، مثل الكوين ومعناه القتال الخيالي، باستعامل يد فارغة أو بعض الاسلحة كالسيف الطويل والسيف الكبير. والعصا الخشبية والمسننة والرمح والخنجر، وغيرها من الاسلحة الأخرى.
اما الثانية فهي المنازلات أو (Combat) وذلك باستعمال ضربات الايدي والارجل، كذلك تظم فن الدفاع عن النفس والذي يكون عمليا مع الواقع والحقيقة.

## الاساليب
وهو الشكل الجمالي للطان لونغ فو داو. وهي مجموعة ضربات وأوضاع تؤدّى بشكل منظم وبلياقة ومرونة وقوة وتركيز عالٍ، لتعطي شكلاً جميلاً. فائدة هذه الأساليب إنها تساعد على رفع مستوى اللاعب ولياقته ومرونة جسمه وانسيابه، وتنمية قدرة ذكاءه على حفظ الضربات والأوضاع مهما كان عددها. وتعرف بالكوين والبوتاوسن.

## المميز في الطان لونغ فو داو
- مدارس الطان لونغ فو داو تركز على تعليم وزرع هذه المبادئ الاساسية في كل ممارس لها مثل:(روح الرياضة، الشرف، حب الوطن، الامانة، حسن الاخلاق، الاحترام).
- برنامج التدريب والتدريس يوافق كل مراحل التعليم إلى الجامعة وما بعد الجامعة.
- اهتمامها بالجانب العلمي وتكوين المدربين.
- رشاقة التقنيات وتنوعها والتناسق فيما بينها.
- تقريب تقنيات هذه الرياضة إلى الواقع.
- وجوب تعليمها للصغار مبدأ الاحترام والتعاون والتشارك مع كل الرياضات الأخرى.

## انتشار هذه الرياضة
انتشرت رياضة الطان لونغ فو داو إلى مدى بعيد في وقت قياسي، حيث انتشرت في الكثير من البلدان مثل:
- الفيتنام
- روسيا
- الجزائر
- المغرب
- ايطاليا
- فرنسا
- ودول افريقية واسياوية أخرى

وقد استطاعت هذه الرياضة ان تكتسب شهرتها فاصبحت تملك منافسات وطنية وعالمية، اما التصنيف العالمي لافضل دول ممارسة لهذه الرياضة حسب بطولة 2018
1. الفيتنام
2. الجزائر
3. المغرب

## فوائد هذه الرياضة
- تمنح هذه الرياضة لممارسها لياقة بدنية عالية وتقوي البُنية الجسدية، وتزيد المتدرب قدرة على تحمل المصاعب.
- تكافح الجرائم عن طريق تقنياتها في الدفاع عن النفس في حالة السرقة، اعتداء، عراك، الخ...
- تعلم الإنسان الصبر والتحمل وبذل الجهد، والدفع نحو التمسك بالحكمة بل تشكيلها، بالإضافة إلى التواضع، والقدرة على التحكّم بالانفعالات.
- تزيده تهذيبا واخلاقا، وزيادة الاحترام
- تعلمه حب الوطن والدفاع عنه
- التمارين تكون دائما ذات مردود إيجابي لكل من الرجال والنساء ولكل الاعمار، والذي يساعد على بناء جسد رشيق وعقل مدرك وواع وروح متزنة.
- تنشيط الدماغ بدرجةٍ كبيرة، وتقوية الذكاء أو تنميته من خلال معرفة نقاط ضعف الخصم، والتغلّب عليه بدراسة سقف إمكانيّاته البدنيّة والحركيّة، بالإضافة إلى دراسة التوقيت المناسب في أسرع مدّةٍ مُمكنةٍ للردّ على الخصم ومهاجمته.
- تطوير مهارة الإنسان، للدفاع عن نفسه، وعن الأفراد الآخرين عند التعرض للخطر أو الهجوم.
- تنشيط الدورة الدموية، والحفاظ على جسمٍ سليمٍ دائم الحركة.
- تغرس في نفسه القوة والثقة وعدم الخوف من أي شيء.

## الدرجات
يمنح اللاعبون في كل مرحلة حزام، كل حزام يكون بمثابة اجتياز اللاعب مرحلة معينة من اللعبة ويمر باختبارات الأحزمة وهي مجموعة ضربات ودفاعات وأوضاع تؤدّى بترتيب وبنظام معين موضوع من قبل لجنة متخصصة تسمى لجنة الاختبارات. ويعتبر اختبار الحزام بمثابة امتحان للاعب ومراجعة له لما تعلمه ومارسه في هذه اللعبة بغرض تنشيط ذهنه والمحافظة على عدم نسيان ما تعلمه. وللحصول على كل حزام يجب أن يمر ممارس الرياضة بثلاثة اختبارات أو اقل ويحصل على الاشرطة حسب الاداء، ويكون ترتيبها كالتالي
1. الحزام الاسود (وهو أول حزام، يكون حامله مبتدئ)
2. الحزام الاخضر (بعد الحصول على ثلاثة اشرطة خضراء يتحصل المتدرب على الحزام الاخضر أي انه أصبح ممارس متوسط)
3. الحزام الاحمر (بعد الحصول على ثلاثة اشرطة حمراء يتحصل المتدرب على الحزام الاحمر أي انه أصبح مدرب محترف)
4. الحزام الاصفر (بعد الحصول على شريطين اصفرين يتحصل المتدرب على الحزام الاصفر أي انه أصبح أستاذا أو ماستر)
5. الحزام الابيض (بعد الحصول على أربعة اشرطة بيضاء يتحصل المتدرب على الحزام الابيض أي انه أصبح الاستاذ الاعظم وهي اخر مرحلة.)

- يتم انزال رتبة المتدرب في حالة عدم انضباطه أو سوئ سلوكه، أو حصوله على الحزام بالغش، فيقوم بانزاله من كان أكبر منه رتبة (الحمراء وما فوق) اما انزال صاحب البيضاء فيتم انزاله من طرف الفدرالية.

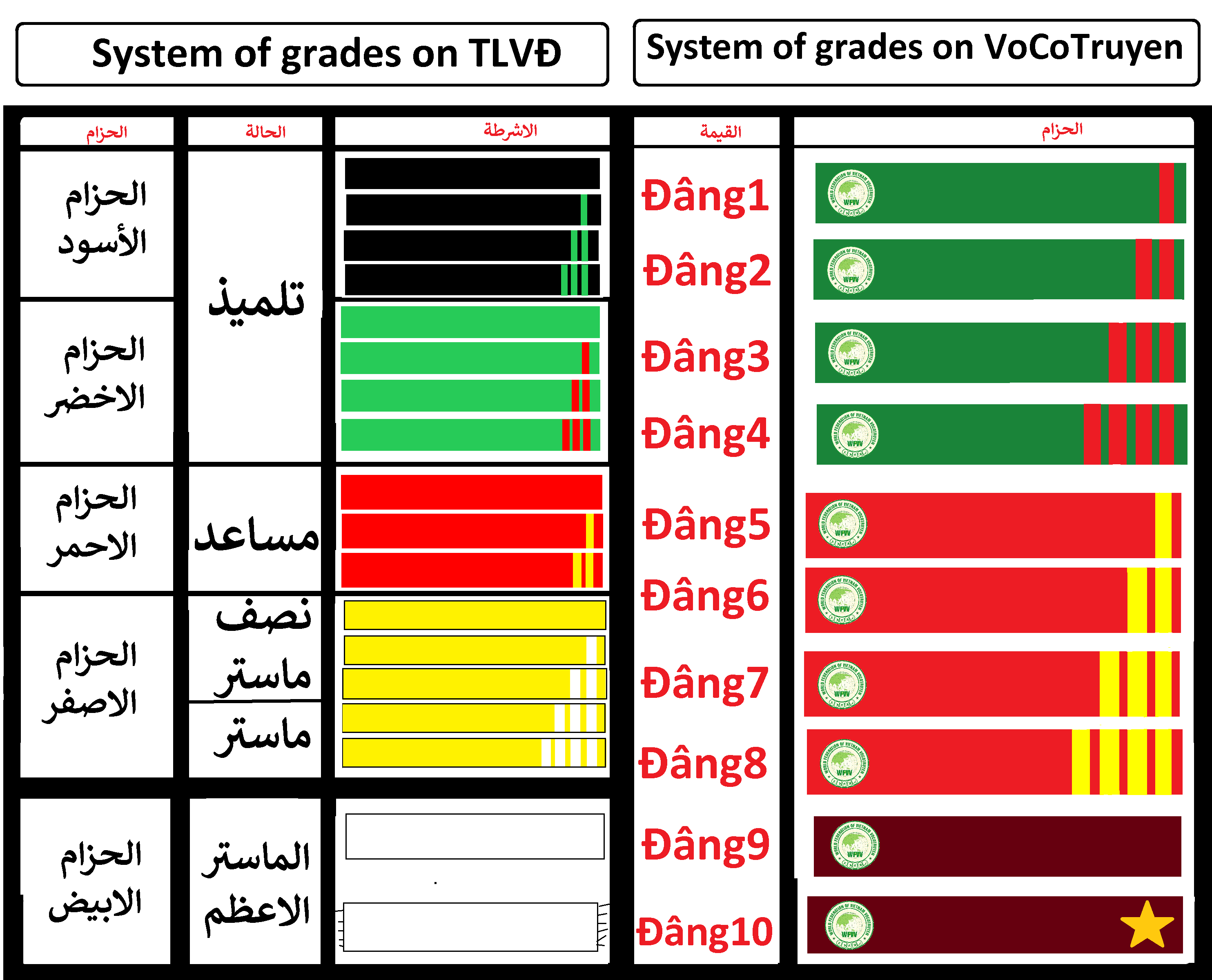
صورة تحمل جميع درجات التان لونغ فو داو و الفوكوتريان

| حزام أسود | Tự Vệ Nhập Môn | Xanh Đai    | Đỏ Đai | Vàng Đai | Bạch Đai      |
| الرتبة    | تلميذ مبتدئ    | تلميذ مبتدئ | مدرب   | ماستر    | الماسترالاعظم |
| الحزام    |                |             |        |          |               |